# Noli me tangere
Noli me tangere, traduït literalment del llatí com "no em toquis" o "deixa'm anar", són les paraules que Jesucrist digué a Maria Magdalena després de la seva resurrecció. Aquest fet està documentat en l'Evangeli segons Sant Joan (Jo. 20,17), quan Maria Magdalena reconeix Jesús vestit com un hortolà prop del seu sepulcre, després d'haver ressuscitat.
L'expressió original en grec koiné és Μή μου ἅπτου (mē mou haptou), que suggereix una acció que continua en el temps. Per aquest motiu, la traducció en català de l'edició de la Bíblia (1970) feta pels Monjos de Montserrat indica que Jesús demana a Maria Magdalena que el deixi estar perquè vagi a anunciar als deixebles la seva resurrecció:
| « | Deixa'm anar. Cert que encara no he pujat al Pare, però vés a trobar els meus germans. | » |

## Art
Tradicionalment, aquest fet bíblic ha estat un tema molt recurrent en la iconografia i l'art cristià, com per exemple en els quadres de Ticià (1514) o Antonio da Correggio (1518), entre d'altres.

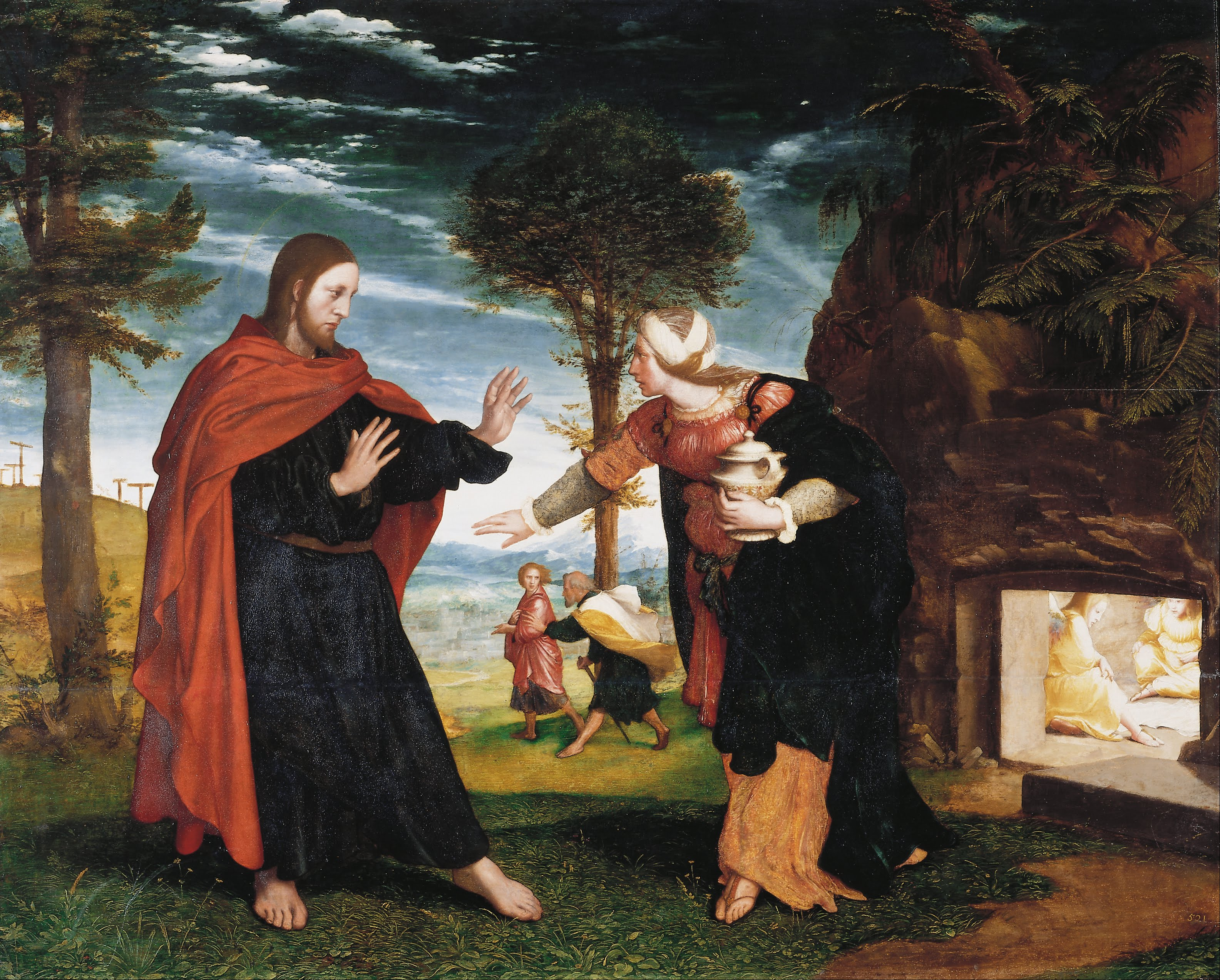
Noli me Tangere de Hans Holbein el Jove (1526-1528)
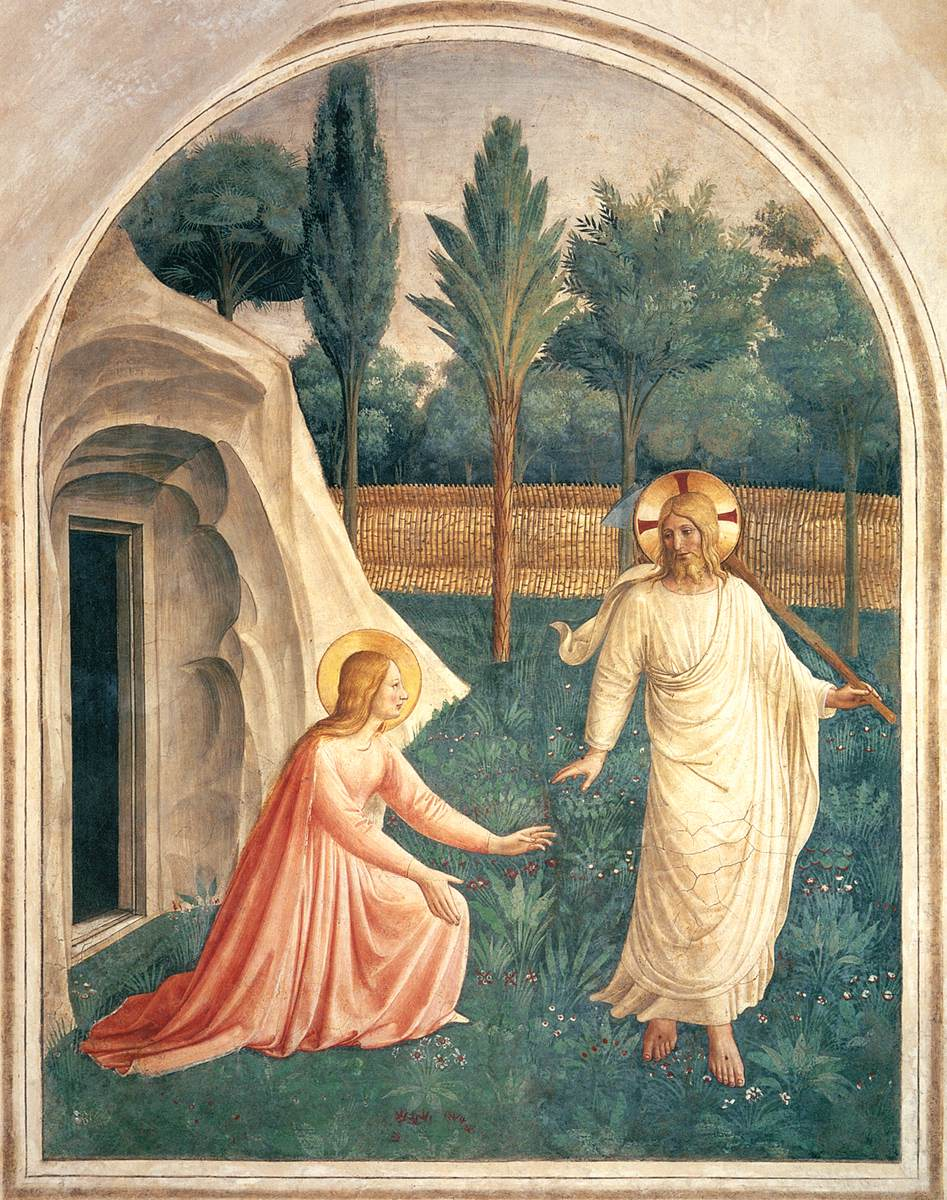
Noli me Tangere de Fra Angelico (1440-1442)
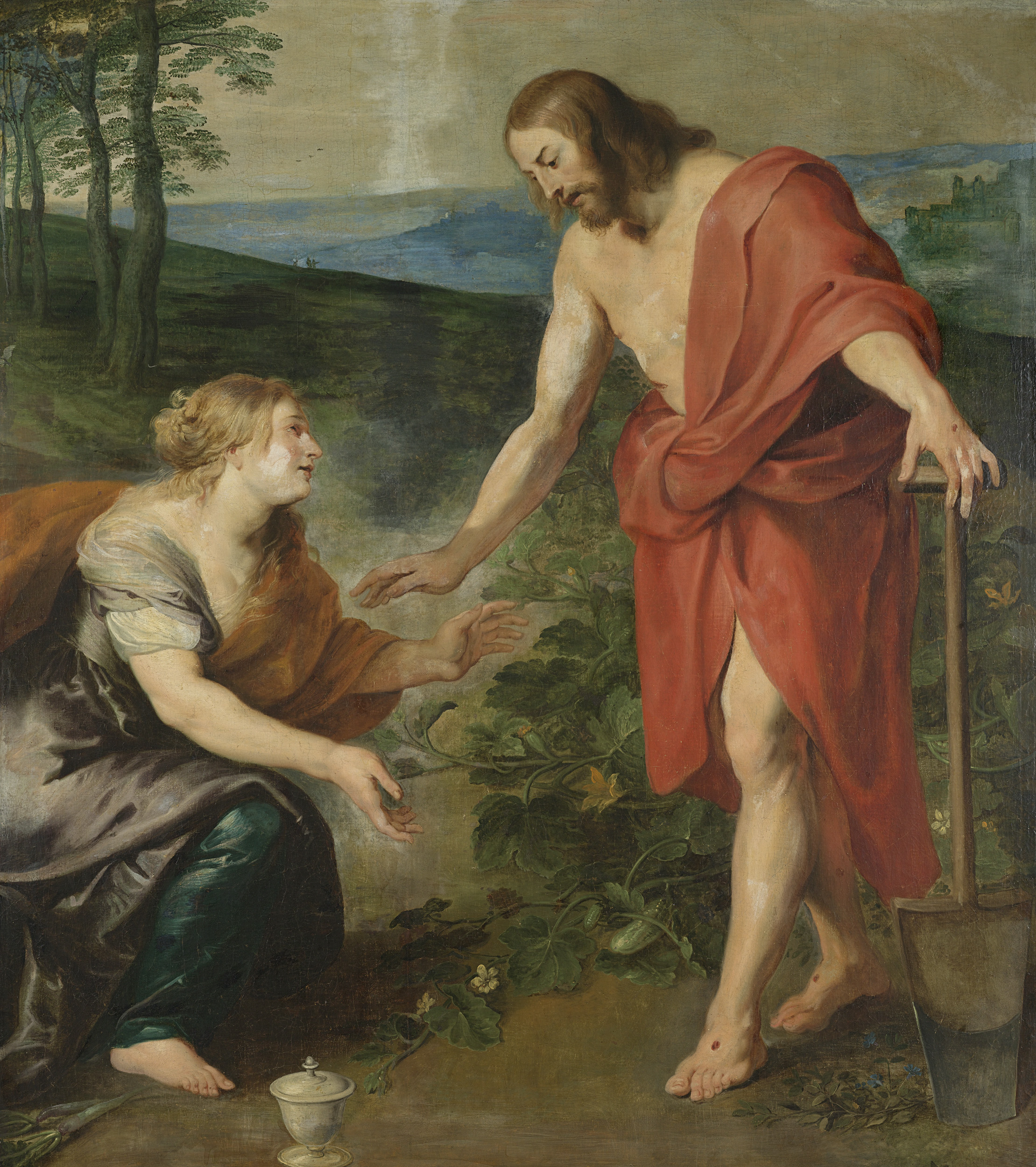
Noli me Tangere de Peter Paul Rubens
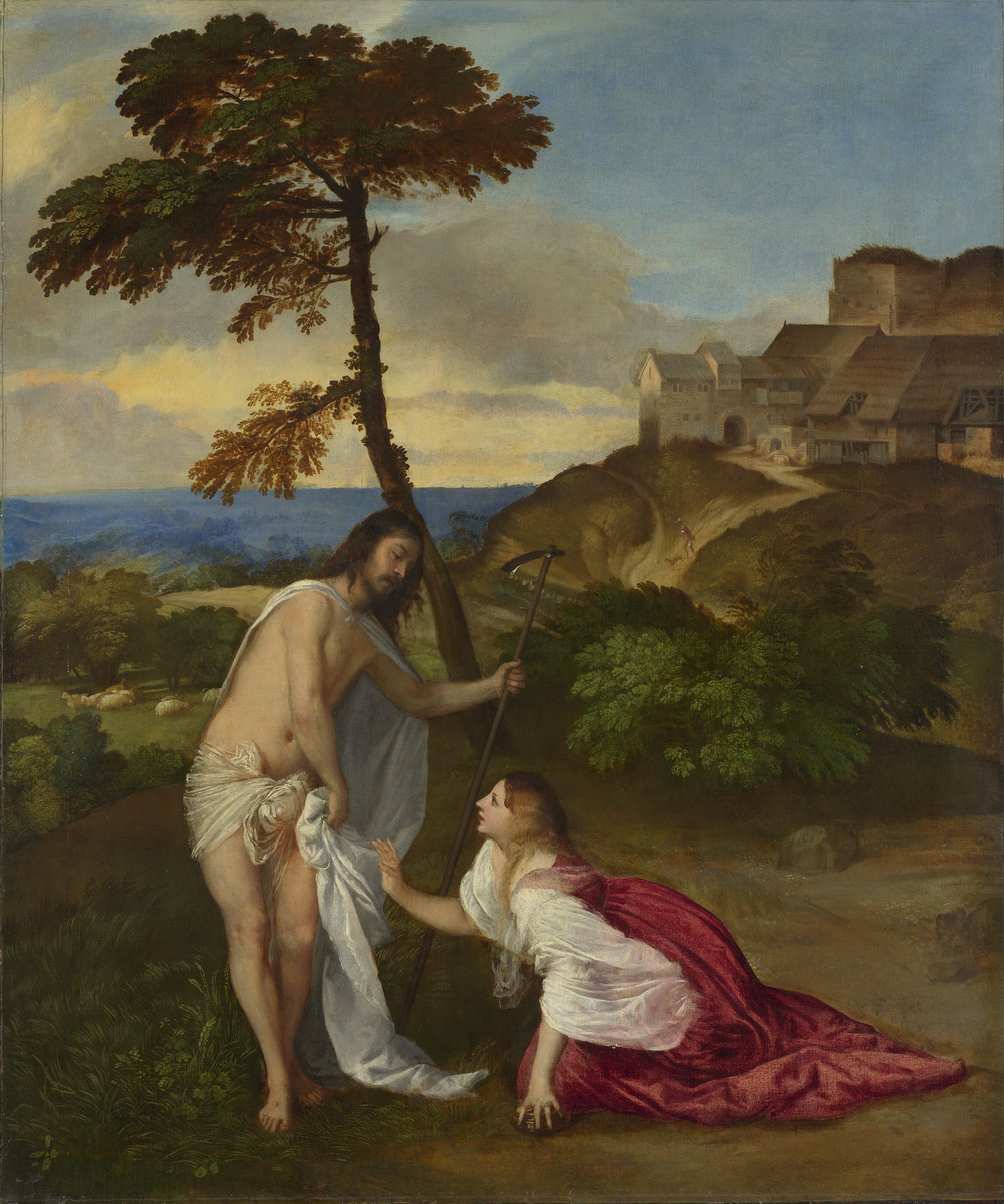
Noli me Tangere de Ticià (1514)

A Catalunya, també hi ha un vitrall de la Catedral de Barcelona amb aquest tema, dissenyada el 1495 pel Bartolomé Bermejo i realitzada pel Gil Fontanet, amb contribucions d'en Jaume Fontanet, entre altres instàncies d'aquest tema en l'art dels Països Catalans.
En època contemporània s'ha revisitat i revisat aquest motiu, per artistes com ara Josep Santilari, o Joan Palou.

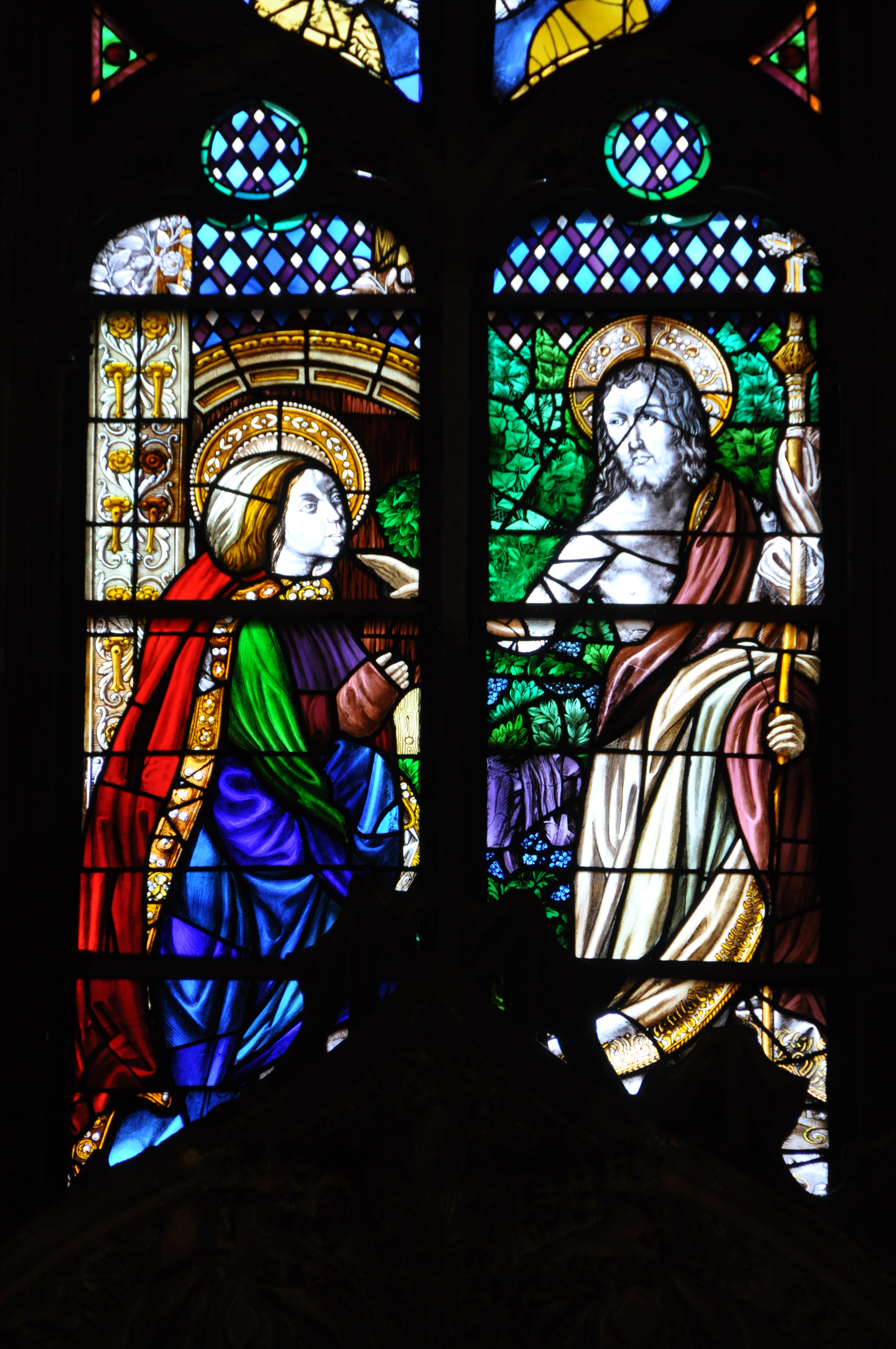
Vitrall de la catedral de Barcelona: Noli me Tangere (1495), de Bartolomé Bermejo i Gil Fontanet.